# Europa della Libertà e della Democrazia
Il Gruppo Europa della Libertà e della Democrazia (in inglese: Europe of Freedom and Democracy Group, EFD; in francese Groupe Europe Libertés Démocratie, ELD) è stato un gruppo politico del Parlamento europeo nato il 1º luglio 2009. Il gruppo era formato da partiti con un programma politico contrario al centralismo burocratico dell'Unione europea. Il gruppo non sostenne la Commissione Barroso II.
Tra i gruppi del Parlamento Europeo, l'EFD era il più ostile all'integrazione europea. Nello spettro politico veniva identificato tra la destra e l'estrema destra.

## Storia del gruppo
Il gruppo nasce dalla dissoluzione dei gruppi Indipendenza e Democrazia e Unione per l'Europa delle Nazioni. Questo nuovo gruppo promuove una visione dell'Europa fondata sulla cooperazione trasparente e democratica tra gli Stati membri, contro il centralismo burocratico, e per il rispetto delle diverse tradizioni storiche e culturali europee.
Alcune delegazioni del nuovo gruppo, quella inglese, danese, francese e finlandese, partecipano alla campagna contro la ratifica del trattato di Lisbona durante il secondo referendum in Irlanda (ottobre 2009), finanziando iniziative di informazione.
Il nuovo gruppo ha due copresidenti, Nigel Farage (UKIP) e Francesco Speroni (Lega Nord) che corrispondono alle due delegazioni più importanti del gruppo (13 e 9 deputati europei). Ne fanno poi parte il LAOS (Grecia), il Partito Popolare Danese, il Movimento per la Francia, il SGP olandese, i Veri Finlandesi e il Partito Nazionale Slovacco. In tutto "Europa della Libertà e della Democrazia" conta 32 eurodeputati da 10 Stati membri.
Il 22 maggio 2013 il gruppo sospende ed espelle il 3 giugno seguente l'on. Mario Borghezio della Lega Nord, per le frasi pronunciate contro l'allora Ministro dell'Integrazione del Governo Letta, Cécile Kyenge.
Il 18 giugno 2014 Nigel Farage annuncia la creazione del gruppo EFD per l'VIII legislatura, che comprende 24 deputati britannici dell'UKIP, 17 deputati italiani del Movimento 5 Stelle, deputati lituani, francesi, svedesi, cechi e lettoni e il 24 giugno 2014 il nome del gruppo è stato modificato con Europa della Libertà e della Democrazia Diretta (EFDD) e David Borrelli del Movimento 5 Stelle è stato scelto come nuovo co-presidente.

## Composizione
EFD aveva 30 membri eletti:
| Partito                                         | Nome locale                                | Sigla          | Stato       | Europartito | MPE | Precedente |
| ----------------------------------------------- | ------------------------------------------ | -------------- | ----------- | ----------- | --- | ---------- |
| Partito per l'Indipendenza del Regno Unito      | United Kingdom Independence Party          | UKIP           | Regno Unito | N.D.        | 8   | IND/DEM    |
| Lega Nord per l'Indipendenza della Padania      | Lega Nord per l'Indipendenza della Padania | LN             | Italia      | MELD        | 6   | UEN        |
| Io amo l'Italia                                 | Io amo l'Italia                            | ALI            | Italia      | MELD        | 1   | N.D.       |
| Polonia Solidale                                | Solidarna Polska                           | SP             | Polonia     | MELD        | 4   | ECR        |
| Ordine e Giustizia                              | Tvarka ir teisingumas                      | TT             | Lituania    | MELD        | 2   | UEN        |
| Partito Popolare Danese                         | Dansk Folkeparti                           | DF             | Danimarca   | MELD        | 1   | UEN        |
| Raggruppamento Popolare Ortodosso               | Laïkós Orthódoxos Synagermós               | LAOS           | Grecia      | MELD        | 1   | IND/DEM    |
| Veri Finlandesi                                 | Perussuomalaiset                           | PS             | Finlandia   | MELD        | 1   | N.D.       |
| Movimento per la Francia                        | Mouvement pour la France                   | MPF            | Francia     | MELD        | 1   | IND/DEM    |
| Partito Politico Riformato                      | Staatkundig Gereformeerde Partij           | SGP            | Paesi Bassi | MELD        | 1   | IND/DEM    |
| Partito Nazionale Slovacco                      | Slovenská národná strana                   | SNS            | Slovacchia  | MELD        | 1   | UEN        |
| Fronte Nazionale per la Salvezza della Bulgaria | Национален фронт за спасение на България   | НФСБ           | Bulgaria    | MELD        | 1   | N.D.       |
| Indipendente                                    | Niki Tzavela                               | Niki Tzavela   | Grecia      | N.D.        | 2   | N.D.       |
| Indipendente                                    | Frank Vanhecke                             | Frank Vanhecke | Belgio      | N.D.        | 2   | N.D.       |

| Europartito                                              | Sigla        | MPE |
| -------------------------------------------------------- | ------------ | --- |
| Movimento per un'Europa della Libertà e della Democrazia | MELD         | 20  |
| Non iscritti                                             | Non iscritti | 10  |